# Boholmarna fastlandet
Boholmarna fastlandet är en bebyggelse söder om Kalmar i Dörby distrikt i Kalmar kommun.  SCB avgränsade området till 2015 som en del av tätorten Boholmarna, för att från 2015 avgränsa det som en separat småort.
| Befolkningsutvecklingen i Boholmarna fastlandet 2015–2015 | Befolkningsutvecklingen i Boholmarna fastlandet 2015–2015 | Befolkningsutvecklingen i Boholmarna fastlandet 2015–2015 | Befolkningsutvecklingen i Boholmarna fastlandet 2015–2015 | Befolkningsutvecklingen i Boholmarna fastlandet 2015–2015 |
| --------------------------------------------------------- | --------------------------------------------------------- | --------------------------------------------------------- | --------------------------------------------------------- | --------------------------------------------------------- |
|                                                           |                                                           |                                                           |                                                           |                                                           |
| År                                                        |                                                           |                                                           | Folkmängd                                                 | Areal (ha)                                                |
| 2015                                                      | 2015                                                      |                                                           | 91                                                        | 11#                                                       |
| Anm.: Utbruten ur tätorten Boholmarna 2015 # Som småort.  |                                                           |                                                           |                                                           |                                                           |